# Boys Run the Riot
Boys Run the Riot (jap. ボーイズ・ラン・ザ・ライオット) ist eine Manga-Serie von Keito Gaku, die 2020 in Japan erschien. Sie erzählt vom trans Jungen Ryo, der zusammen mit einem Klassenkameraden ein eigenes Mode-Label gründet und auf diesem Wege auch den Mut findet, seine Identität den Menschen um ihn herum zu offenbaren. Die Serie wurde in mehrere Sprachen übersetzt, darunter auch ins Deutsche. 

## Inhalt
Ryoko Watari (渡 凌) ist als Mädchen aufgewachsen, fühlt sich aber als Junge. Er hasst das ihm zugeordnete Geschlecht, nennt sich nur „Ryo“ kleidet sich bewusst typisch männlich und versucht, das auch an der Schule durchzuziehen und die Mädchen-Uniform zu meiden. Doch er traut sich nicht, anderen gegenüber seine Identität zu offenbaren und erfindet immer neue Ausreden, warum er sich so kleidet. Doch die anderen Jungs, mit denen Ryo am liebsten seine Zeit verbringt, wollen mit ihm nichts mehr zu tun haben und andere Schüler lästern über ihn. Und in seine beste Freundin Chika ist er heimlich verliebt. Dann taucht eines Tages der Wiederholer Jin in der Klasse auf. Er trifft den großgewachsenen neuen Mitschüler bald beim Einkaufen in der Stadt und sie stellen fest, dass sie bei Mode den gleichen Geschmack haben. Daher schlägt Jin vor, sie sollten gemeinsam ein Modelabel gründen. Ryo ist zunächst skeptisch, aber Jin gibt nicht nach. Er merkt, dass Ryo ein Problem hat, und konfrontiert ihn schließlich, sodass Ryo erstmals jemandem seine Identität offenbart. Jin akzeptiert das sofort sehr gelassen und will gerne weiter sein Freund sein. Also willigt Ryo ein, gemeinsam das Label zu gründen. Doch auch das und seine Freundschaft zu Jin traut er sich nicht, den Klassenkameraden zu verraten. Bis Jin dann ihr Modelabel bei einer Versammlung der ganzen Schule verkündet. Ryo merkt, dass er mutiger werden muss. Denn die positiven Reaktionen von Chika und der Lehrerin Frau Hinata zeigen ihm, dass auch andere sie unterstützen.
Also macht sich Ryo an den ersten Entwurf und Jin setzt einen Webshop auf. Um das erste T-Shirt abzulichten, kommen sie in Kontakt mit Itsuka, der allein in der Fotografie-AG ist. Er wird von anderem Schülern um Musterschüler Chihiro gemobbt und von seinem Betreuungslehrer allein gelassen. Da bieten die beiden Itsuka an, ihr Fotograf zu werden. Während er noch überlegt, zerstört Chihiro die alte Kamera, die Itsuka von seinem Vater bekommen hat. Doch durch Ryo und Jin findet er endlich den Mut, sich gegen Chihiro zu wehren. Und sein Vater schenkt ihm eine neue Kamera, sodass er nun endlich mitmachen kann. Jin verhilft der Marke durch einen Flashmob zu etwas Bekanntheit und Ryo kommt dabei auf ihren Namen: „Boys Run the Riot“. So werden sie auch an ihrer Schule bekannter, haben aber noch kaum Verkäufe. Als sie sich bei lokalen Läden vorstellen, werden sie nur abgewiesen. Um mehr Kapital für ihr Label anzusammeln, sucht sich Ryo einen Nebenjob. Dabei wird er immer wieder damit konfrontiert, sich als Mädchen melden, ansprechen lassen und kleiden zu müssen. Schließlich fängt er in einer kleinen Bar an. Schnell freundet er sich mit den Kollegen an – ebenfalls Schüler oder Studenten. Auch hier traut Ryo sich nicht, über seine Identität zu sprechen. Doch die sehr direkte Mizuki Momose erkennt bald, dass Ryo eigentlich ein Junge ist. Er wird von ihr akzeptiert und hat Spaß bei der Arbeit. Doch eines Abends gehen sie mit ihren beiden Kollegen aus. Als sie nur noch zu zweit sind, will einer der beiden Ryo seine Liebe gestehen. Mizuki, die ebenfalls ein solches Geständnis vom anderen erhalten hat, holt Ryo aus der Situation heraus. Ryo zieht die Situation so herunter, dass er sich tagelang krankmeldet. Da holen ihn Jin und Itsuka ab und nehmen ihn mit zu Tsubasa, einer Influencerin, die sich vor allem LGBTQ-Themen widmet. Und sie ist die Cousine von Yutaka Kashiwabara, einem Klassenkameraden der drei, der ihr Label von Anfang an interessant findet. Tsubasa, die als „Wing“ online auftritt, will das Label ihren Fans präsentieren. Und auch Chika ist überraschend dabei, um sie als Model zu unterstützen. Beim Fotografieren wird Ryo jedoch auch klar, dass sein Körper nicht seinem Selbstbild entspricht. Und Tsubasa versteht nicht, warum er es nicht trotzdem mit seinem Kollegen probiert. Danach trifft Ryo nach langem wieder Mizuki und spricht mit ihr darüber, dass er sich doch nur zu Frauen hingezogen fühlt. Die betrunkene Mizuki gibt ihm einen Kuss. Und macht ihm Mut, dem Kollegen zumindest seine Identität zu offenbaren. Also schreibt Ryo ihm und spricht sich schließlich aus – wobei der Kollege nicht darüber hinweg kommt und sich Ryo nur als Mädchen vorstellen kann.
Als das Video von Wing online geht, wird es zum Schock für Ryo: Sie verrät darin, dass er transgender ist. Er fürchtet Abweisung aus seinem Freundeskreis und an der Schule und bleibt deswegen zuhause. Chika jedoch ist eher enttäuscht, dass Ryo ihr nicht vertraut hat. An der Schule geht, vor allem durch Chihiro, der Verdacht herum, dass Jin sich nur für ein solches Marketing mit Ryo zusammengetan hat oder alles gefälscht wäre. Schließlich kommt Ryo zurück an die Schule. Er kennt sich, transgender zu sein und jetzt auch als Junge zur Schule gehen zu wollen, entschuldigt sich bei Freunden, denen er nicht vertraut hat, und erklärt, dass ihm das Modelabel die Möglichkeit gibt, seine Persönlichkeit auszudrücken. Viele in der Klasse akzeptieren und unterstützen ihn. Doch manche wie Chihiro, aber auch einige Lehrer an der Schule, wollen Ryo das nicht durchgehen lassen. Währenddessen sind durch das Video die Verkaufszahlen hochgegangen. Tsubasa lehnt die Löschung ab, denn das würde alles verdächtig machen und mehr Aufmerksamkeit generieren. Die drei Freunde freuen sich über die Verkäufe, aber merken, dass das alles nur durch Tsubasas Bekanntheit kommt. Tsubasa würde gern weiter mit ihnen zusammenarbeiten, aber sie lehnen ab, um aus eigener Kraft weiterzukommen. Als dann Tsubasas Management mehr Druck aufbaut, löscht sie das Video doch. Und sie kommt durch die Offenheit der drei ins Grübeln. Dann wird ein Video durchgestochen, dass Tsubasa beim Sex mit einer Frau und mit unverstellt männlichem Körper zeigt. Gerüchte werden laut, Tsubasas Identität sei nur erfunden, um als Influencer erfolgreich zu werden. Der Manager wirft Tsubasa raus, da auch er sich hintergangen fühlt. Jin, Ryo und Itsuka aber sprechen mit ihr. Tsubasas Leiden an der Oberschule und danach, die in Videos verarbeitet wurden, waren echt. Doch jetzt ist sie sich ihrer Identität wieder unsicher. Die drei geben Tsubasa den Mut, sich mit Yutaka auszusprechen und sich klarer zu werden. Schließlich veröffentlicht Wing ein Video, in dem sie sich als X-gender outet. Boys Run the Riot unterstützt Wing mit einem neuen T-shirt-Design mit der Aussage, dass Wings Identität niemanden etwas angehe.
Mit der Zeit lässt die Bekanntheit des Labels wieder nach und die drei Schüler verkaufen kaum noch etwas, wollen aber nicht aufgeben. Sie versuchen, sich von anderen in der Branche Rat zu holen. Der ist jedoch meist eher niederschmetternd, bis sie Jono finden. Der betreibt seit Jahrzehnten ein eigenes kleines Modelabel und nimmt die drei unter seine Fittiche. Sie sollen bei einer Modeausstellung von Jono mitmachen und dafür ihrem Label ein Konzept und ein Motiv geben. Diese Aufgabe gibt den drei Freunden eine Richtung, um weiter zu arbeiten. Zur gleichen Zeit erhält Jin Besuch von seinem Vater, der auf seinen Sohn herabschaut, der er nichts in seinem Leben zu erreichen scheint. Bei Ryo wiederum ahnt der Bruder etwas von seiner Transidentität und erwischt ihn schließlich in der Jungen-Schuluniform. Schließlich nimmt Ryo – auch motiviert durch die Arbeit am Label – den Mut zusammen und outet sich vor seiner Familie. Seine Eltern nehmen es zunächst geschockt auf, während Ryos Bruder ihn unterstützt. Schließlich kommt der Tag der Ausstellung. Die drei Jungs werden von ihren Freunden und Bekannten unterstützt, aber können auch einige neue Kunden gewinnen und ihr Label präsentieren. Jins Vater schaut vorbei und wird, mit der Unterstützung von Jono, davon überzeugt, dass sein Sohn einen Weg gefunden hat, den er gehen will.

## Entstehung und Veröffentlichung
Keito Gaku wählte neben der Transition Ryos bewusst zusätzlich Mode als Thema, um einen zweiten Wachstumsfaktor in die Geschichte zu bringen. Mode sei identitätsstiftend und ein Geschäft, in dem selbst Oberschüler mit ausreichender Motivation etwas erreichen könnten. In Graffiti und Streetart hat Gaku selbst Erfahrungen und entsprechend wählte dazu passende Designs für die Modemarke seiner Protagonisten. Auch ein Graffiti eines anderen Künstlers baute er ein. Neben persönlichen Erfahrungen ließ Gaku auch die Expertise von Designern und Gründern von Modelabels in die Geschichte einfließen.
Die Mangaserie startete im Januar 2020 im Young Magazine. Im August erschien dort das letzte Kapitel. Danach folgten die weiteren Kapitel bis Oktober 2020 auf der Manga-App Comic Days. Der Verlag Kodansha brachte die Kapitel von Juli 2020 bis Februar 2021 gesammelt in vier Bänden heraus. Eine deutsche Übersetzung erschien von September 2022 bis Juni 2023 beim Carlsen Verlag. Der Übersetzer war Gandalf Bartholomäus. Der amerikanische Ableger von Kodansha brachte den Manga dort auf Englisch heraus, Akata veröffentlichte eine französische Fassung, Edizioni Star Comics eine italienische und Waneko eine polnische.

## Rezeption
Im Jahr 2021 wurde die amerikanische Ausgabe für den Harvey Award nominiert. 2023 folgte eine Nominierung beim Festival International de la Bande Dessinée d’Angoulême in der Kategorie Jugend-Comics.
Im Tagesspiegel besprach Sabine Scholz die Serie: „Nach und nach versammeln die stilbewussten Hauptfiguren in der authentischen Geschichte über das Erwachsenwerden weitere ebenso komplexe Charaktere um sich, darunter neben diversen Cis-Protagonisten auch eine non-binäre Person.“ Das „edgy Artwork“ komme im Großformat der deutschen Ausgabe gut zur Geltung, das „Figurendesign ist dank des dichten, versierten Zeichenstils sehr individuell und gut wiedererkennbar. Dem Lesefluss kommt das geschickt arrangierte Seitenlayout entgegen.“ Wegen des Themas Mode seien „die realistisch gestalteten Outfits besonders detailliert und schattierungsreich umgesetzt“. Man sollte jedoch keine schrägen Looks erwarten, denn das Laben der Jungs setze auf „schlichten Urban Style sowie graffiti- und letteringinspirierte Typo-Prints“. Als Auseinandersetzung mit Transidentität sei die Serie besonders auch für jüngere Leser geeignet und durch die Verbindung mit dem Thema Mode auch zugänglicher. So zählt Scholz den Manga auch zu ihren besten Comic-Titeln des Jahres 2022 und der Tagesspiegel nahm die Serie in eine Reihe von Empfehlungen für Manga-Einsteiger auf.